# João Jordani
João Jordani (Lisboa, 1793 - 1860) fou un compositor portuguès. Fou professor de contrapunt del Conservatori de Lisboa i va compondre a més de l'òpera Emilia (1836), 17 misses amb orquestra i sense, altres obres religioses i diversos balls.